# Нарышево (деревня)
Нарышево (баш. Нарыш) — деревня в Бураевском районе Республики Башкортостан Российской Федерации. Входит в состав Бадраковского сельсовета.

## География

### Географическое положение
Расстояние до:
- районного центра (Бураево): 26 км,
- центра сельсовета (Старобикметово): 8 км,
- ближайшей ж/д станции (Янаул): 87 км.

## Население
| 2002 | 2009 | 2010 |
| ---- | ---- | ---- |
| 124  | ↘107 | ↘106 |

Национальный состав
Согласно переписи 2002 года, преобладающая национальность — башкиры (100 %).

## Религия
В деревне есть мечеть.